# Klooster van de zusters van Sint-Vincentius a Paulo (Opwijk)

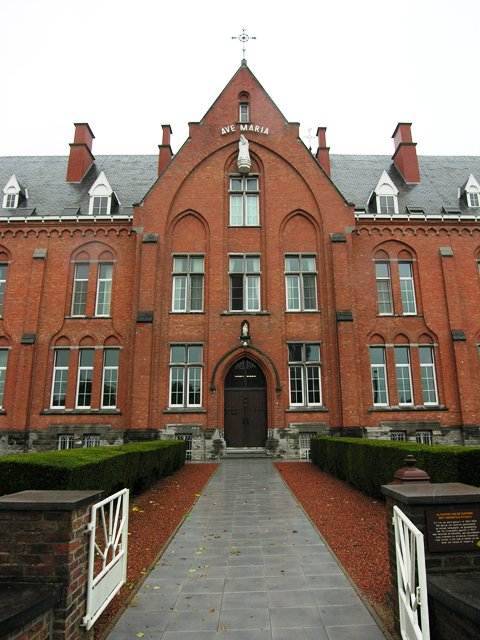
Klooster van de zusters van Sint-Vincentius

Het klooster van de zusters van Sint-Vincentius is een klooster in de Vlaams-Brabantse plaats Opwijk, gelegen aan de Kloosterstraat 48-50.

## Geschiedenis
In 1839 besloten pastoor Petrus Van Hemel en burgemeester De Smedt om een gasthuis en een armenschool voor meisjes op te richten vanwege de toenemende armoede. Hiertoe werden twee zusters van de heilige Vincentius a Paulo uit Leuven aangetrokken. Dezen vestigden zich in 1844 in een huis aan de Marktstraat.
In 1847 richtte Petrus Van Hemel een zelfstandige congregatie op die eveneens in de geest van Vincentius a Paulo gingen werken en zich in 1874 aansloten bij de reguliere Derde orde van Sint-Franciscus. In de 2e helft van de 19e eeuw kwam deze congregatie tot bloei. Onder meer in Boekhoute en Lebbeke werden nevenkloosters gesticht en de kloosterruimte in Opwijk, hoewel meermaals uitgebreid, werd te klein.
Aan de Droeshoutseweg, tegenwoordig Kloosterstraat genaamd, werd grond gekocht en van 1902-1904 bouwde men een langwerpig neogotisch gebouw aan de straatzijde naar ontwerp van Alexandre Struyven. Het oude kloostercomplex in het centrum ging dienst doen als bejaardentehuis.
Tijdens de Eerste Wereldoorlog was in het klooster een oorlogsziekenhuis gevestigd. Daarna ontwikkelde het klooster zich verder. In 1933-1934 werd een nieuwe kapel gebouwd, naar ontwerp van Frans Mertens, die loodrecht op het gebouw en in het verlengde van de ingangspartij was geplaatst. In 1935-1936 werd de westvleugel gebouwd welke als juvenaat dienst ging doen. Omstreeks 1947 werd ook een oostvleugel gebouwd en werd de westvleugel uitgebreid zodat de symmetrie van het gebouw behouden bleef. In 1952 werd het juvenaat in de westvleugel opgeheven en kreeg de westvleugel een onderwijsfunctie. De oostvleugel was nu bestemd voor de novicen totdat het noviciaat in 1967 naar Brussel werd verplaatst. De oostvleugel werd nu een bezinningshuis.
Tot het midden van de 20e eeuw kende de congregatie een grote bloei met maximaal ongeveer 400 zusters. Na de jaren '60 van de 20e eeuw daalde het aantal roepingen en begon in toenemende mate vergrijzing op te treden.
In 2022 woonden er nog steeds zusters in het klooster dat als moederhuis voor de gehele congregatie dienst doet.

## Gebouw
Het betreft een E-vormig complex bestaande uit een neogotische straatvleugel en loodrecht daarop de west- en oostvleugel en in het midden, eveneens loodrecht op de straatvleugel, de kapel.
De neogotische vleugel is strak symmetrisch en in 1954 werd nog een groot Mariabeeld in de top van de ingangsgevel geplaatst. De neogotische kapel is driebeukig en heeft een basilicale opbouw. De kapel wordt door twee torens geflankeerd.
Rechts van de straatvleugel bevindt zich het vrijstaande rectorshuis dat tegelijk met deze straatvleugel werd gebouwd en in dezelfde stijl is.